# Natalja Wladimirowna Jegorowa
Natalja Wladimirowna Jegorowa (russisch Наталья Владимировна Егорова; * 13. September 1966 als Natalja Wladimirowna Bykowa) ist eine ehemalige russische Tennisspielerin.

## Karriere
Jegorowa gewann während ihrer Karriere zwei Einzel- und 27 Doppeltitel des ITF Women’s Circuits. Auf der WTA Tour gewann sie zwei Doppel.
Sie spielte 1985 und 1986 für die sowjetische Fed-Cup-Mannschaft, für die sie sechs ihrer acht Partien gewann.

## Turniersiege

### Einzel
| Nr. | Datum        | Turnier    | Kategorie   | Belag             | Finalgegnerin     | Ergebnis      |
| --- | ------------ | ---------- | ----------- | ----------------- | ----------------- | ------------- |
| 1.  | August 1997  | Southsea   | ITF $10.000 | Rasen             | Limor Gabai       | 6:3, 6:3      |
| 2.  | Oktober 1997 | Nottingham | ITF $10.000 | Hartplatz (Halle) | Amanda Wainwright | 6:2, 6:7, 6:1 |

### Doppel
| Nr. | Datum          | Turnier           | Kategorie   | Belag             | Partnerin             | Finalgegnerinnen                     | Ergebnis       |
| --- | -------------- | ----------------- | ----------- | ----------------- | --------------------- | ------------------------------------ | -------------- |
| 1.  | 1986           | Chicago           | ITF $10.000 | Hartplatz         | Wiktorija Milwidskaja | Elizabeth Evans Jennifer Prah        | 6:1, 6:1       |
| 2.  | Mai 1986       | Bournemouth       | ITF $10.000 | Rasen             | Natallja Swerawa      | Regina Kordová Petra Tesarová        | 6:1, 6:2       |
| 3.  | September 1986 | Zagreb            | ITF $25.000 | Hartplatz         | Wiktorija Milwidskaja | Renata Šašak Karmen Škulj            | 6:2, 6:3       |
| 4.  | September 1986 | Sofia             | ITF $25.000 | Sand              | Wiktorija Milwidskaja | Laura Golarsa Marianne van der Torre | 6:0, 6:2       |
| 5.  | März 1988      | Wichita           | WTA Tier V  | Hartplatz (Halle) | Swetlana Parchomenko  | Jana Novotná Catherine Suire         | 6:3, 6:4       |
| 6.  | April 1988     | Singapur          | WTA Tier V  | Hartplatz         | Natalija Medwedjewa   | Leila Mes’chi Swetlana Parchomenko   | 7:6, 6:3       |
| 7.  | Oktober 1992   | Moskau            | ITF $10.000 | Hartplatz (Halle) | Swetlana Parchomenko  | Elena Likhovtseva Julia Lutrova      | 6:4, 4:6, 6:4  |
| 8.  | Februar 1993   | Newcastle         | ITF $10.000 | Teppich (Halle)   | Swetlana Parchomenko  | Pavlína Rajzlová Helena Vildová      | 6:4, 4:6, 6:0  |
| 9.  | Februar 1993   | Sunderland        | ITF $10.000 | Teppich (Halle)   | Swetlana Parchomenko  | Pavlína Rajzlová Helena Vildová      | 2:6, 6:1, 7:65 |
| 10. | April          | Nottingham        | ITF $10.000 | Hartplatz (Halle) | Swetlana Parchomenko  | Julia Salmon Lorna Woodroffe         | 5:1 Aufgabe    |
| 11. | Mai 1993       | Bracknell         | ITF $10.000 | Hartplatz         | Swetlana Parchomenko  | Claire Taylor Lorna Woodroffe        | 7:6, 6:1       |
| 12. | Juli 1993      | Frinton-on-Sea    | ITF $10.000 | Rasen             | Swetlana Parchomenko  | Maija Avotins Lis McShea             | 4:6, 6:2, 7:65 |
| 13. | Oktober 1993   | Basingstoke       | ITF $10.000 | Hartplatz (Halle) | Swetlana Parchomenko  | Caroline Stassen Lorna Woodroffe     | 6:2, 6:1       |
| 14. | November 1993  | Swindon           | ITF $10.000 | Teppich (Halle)   | Swetlana Parchomenko  | Alison Smith Caroline Stassen        | 6:0, 6:4       |
| 15. | November 1993  | Swansea           | ITF $10.000 | Hartplatz (Halle) | Swetlana Parchomenko  | Alison Smith Caroline Stassen        | 6:1, 6:3       |
| 16. | Dezember 1993  | Ramat HaSharon    | ITF $25.000 | Hartplatz         | Swetlana Parchomenko  | Angela Kerek Olha Luhyna             | 6:2, 6:3       |
| 17. | Juli 1994      | Felixstowe        | ITF $10.000 | Rasen             | Swetlana Parchomenko  | Caroline Stassen Lorna Woodroffe     | 6:3, 7:5       |
| 18. | November 1994  | Eastbourne        | ITF $25.000 | Teppich (Halle)   | Swetlana Parchomenko  | Shirli-Ann Siddall Amanda Wainwright | 7:68, 7:66     |
| 19. | Februar 1995   | Sheffield         | ITF $10.000 | Hartplatz (Halle) | Swetlana Parchomenko  | Amanda Wairwright Lorna Woodroofe    | 6:4, 6:2       |
| 20. | Februar 1995   | Sunderland        | ITF $10.000 | Hartplatz (Halle) | Swetlana Parchomenko  | Michele Mair Karen Nugent            | 7:5, 6:0       |
| 21. | Mai 1995       | Lee-on-the-Solent | ITF $10.000 | Sand              | Robyn Mawdsley        | Kaye Hand Claire Taylor              | 7:60, 6:2      |
| 22. | Juli 1995      | Frinton-on-Sea    | ITF $10.000 | Rasen             | Julija Ljutrowa       | Robyn Mawdsley Shannon Peters        | 7:62, 1:6, 6:4 |
| 23. | Oktober 1995   | Šiauliai          | ITF $10.000 | Hartplatz         | Maria Martina         | Natalia Noreiko Maryna Szez          | 2:6, 6:3, 7:64 |
| 24. | Oktober 1995   | Samara            | ITF $10.000 | Teppich (Halle)   | Maria Martina         | Anna Linkowa Natalija Njemtschynowa  | 6:1, 6:0       |
| 25. | Oktober 1995   | Samara            | ITF $25.000 | Teppich (Halle)   | Olga Ivanova          | Anique Snijders Maja Zivec-Skulj     | 4:6, 6:2, 6:3  |
| 26. | Mai 2001       | Hatfield          | ITF $10.000 | Sand              | Jekaterina Syssojewa  | Elena Baltache Nicola Trinder        | 6:3, 4:6, 6:1  |
| 27. | Mai 2001       | Swansea           | ITF $10.000 | Sand              | Jekaterina Syssojewa  | Maria Boboedova Emily Hewson         | 4:6, 7:65, 6:0 |
| 28. | August 2001    | Bath              | ITF $10.000 | Hartplatz         | Jekaterina Syssojewa  | Susi Bensch Anna Floris              | 7:64, 7:64     |
| 29. | Oktober 2001   | Cardiff           | ITF $25.000 | Hartplatz         | Jekaterina Syssojewa  | Angelika Bachmann Vanessa Henke      | 6:4, 1:6, 6:2  |

## Abschneiden bei Grand-Slam-Turnieren

### Einzel
| Turnier         | 1987 | 1988 | Karriere |
| --------------- | ---- | ---- | -------- |
| Australian Open | —    | —    | —        |
| French Open     | —    | 1    | 1        |
| Wimbledon       | 1    | 2    | 2        |
| US Open         | 1    | 2    | 2        |

### Doppel
| Turnier         | 1987 | 1988 | 1993 | Karriere |
| --------------- | ---- | ---- | ---- | -------- |
| Australian Open | —    | —    | —    | —        |
| French Open     | —    | AF   | —    | AF       |
| Wimbledon       | —    | 1    | 1    | 1        |
| US Open         | 1    | AF   | —    | AF       |